# Araya (film)
Pour les articles homonymes, voir Araya.
Pour plus de détails, voir Fiche technique et Distribution.
Araya est un film documentaire franco-vénézuélien sur les marais salants d'Araya au nord du Venezuela, réalisé par Margot Benacerraf, sorti en 1959.

## Fiche technique
- Titre du film : Araya
- Réalisation : Margot Benacerraf
- Scénario : Margot Benacerraf et Pierre Seghers
- Photographie : Giuseppe Nisoli
- Musique : Guy Bernard
- Montage : Pierre Jallaud
- Producteur : Henry Nadler
- Pays de production :  France,  Venezuela
- Lieu de tournage : Araya (État de Sucre, Venezuela)
- Commentaire : Laurent Terzieff (version française) ; José Ignacio Cabrujas (version espagnole)
- Format : Noir et blanc, 1, 33
- Durée : 79 minutes
- Date de sortie : 
  - France : 1959 (présentation au Festival de Cannes)

## Distinctions
Le film a été présenté en sélection officielle en compétition au Festival de Cannes 1959 où il a reçu le prix FIPRESCI.

## Autour du film
- Le commentaire, très poétique, est écrit par Pierre Seghers et dit par Laurent Terzieff. « Celui-ci est quasiment biblique. La musique est orchestrale, hollywoodienne. Margot Benacerraf transforme un fait documentaire en spectacle. [...] Ces montagnes de sel, sans cesse faites et défaites par quelques hommes sous le soleil, la cinéaste les prend comme une allégorie de la condition humaine, forcément sisyphéenne. [...] Contre l'abrutissante répétition des mêmes gestes à laquelle les travailleurs d'ici sont soumis, Benacerraf oppose la beauté plastique d'un noir et blanc parfait, et les rebondissements d'un documentaire très scénarisé. »[2]
- Steven Soderbergh déclare, au sujet d' Araya : « Aujourd'hui, Araya n'a rien perdu de sa capacité à nous fasciner et à nous émouvoir. Une combinaison hypnotique de la beauté et de la misère. »
- Ce film peut être rapproché de L'Homme d'Aran (Man of Aran) réalisé en 1934 par le Britannique Robert Flaherty, de Goëmons (Yannick Bellon, 1948) ou de La terre tremble (La terra trema) de Luchino Visconti (1948).
- Araya (film) a été restauré par la société américaine Milestones, cf. Eric Le Roy, Araya, l'enfer du sel, Journal of Film Preservation n°86,Apr 2012,p. 151-154.